# 挪威共产党
挪威共产党（挪威語：Norges Kommunistiske Parti，缩写为NKP）是挪威的一个共产主义政党。该党成立于1923年11月4日，分裂自挪威工党。它的意识形态是共产主义、马克思列宁主义。它的政治立场是极左翼。它的总部位于奥斯陆。它的青年翼是挪威青年共产党人。它是共产党和工人党国际会议的成员。